# H型エンジン

H型エンジンの動作

H型エンジン (H engine) とは、レシプロエンジンの形態の一種である。水平対向や180°V型などのフラットエンジンを2段重ねに結合させた構造を持ち、正面から見るとシリンダーと結合部が「H」あるいは「エ」のように配置されていることが名前の由来である。

## 概要
H型エンジンは水平対向エンジンや180°V型エンジンを縦または横に2つ束ねたような構造をしているのが最大の特徴である。2つの「エンジン」は独立したクランクシャフトを持ち、それぞれの動力がギアトレーンによって統合され、その後にエンジンの外部へ出力される。このためH型エンジンは、クランクシャフトが1本で済む他の形態のエンジンと比べ出力自重比の点で劣っている。このことはH型エンジンが一般的なエンジンの型式とならなかった大きな原因である。一方、気筒数を増やしてもエンジンの全長を短く抑えることができるという利点があり、気筒数の多い大出力の航空機用エンジンやフォーミュラ1用エンジンの中にはこの形態を採用したものもあった。
H型エンジンと同様に「2つのエンジンを結合させる」という設計構想に基づくエンジンとしてU型エンジンがある。これは水平対向エンジンではなく直列エンジンを2つ束ねた構造を持っている。またV型エンジンを2つ束ねたX型エンジンと呼ばれる形式もあるが、これは単一のクランクシャフトを持つ点でH型エンジンとは異なる。

## 実例

### 車両用

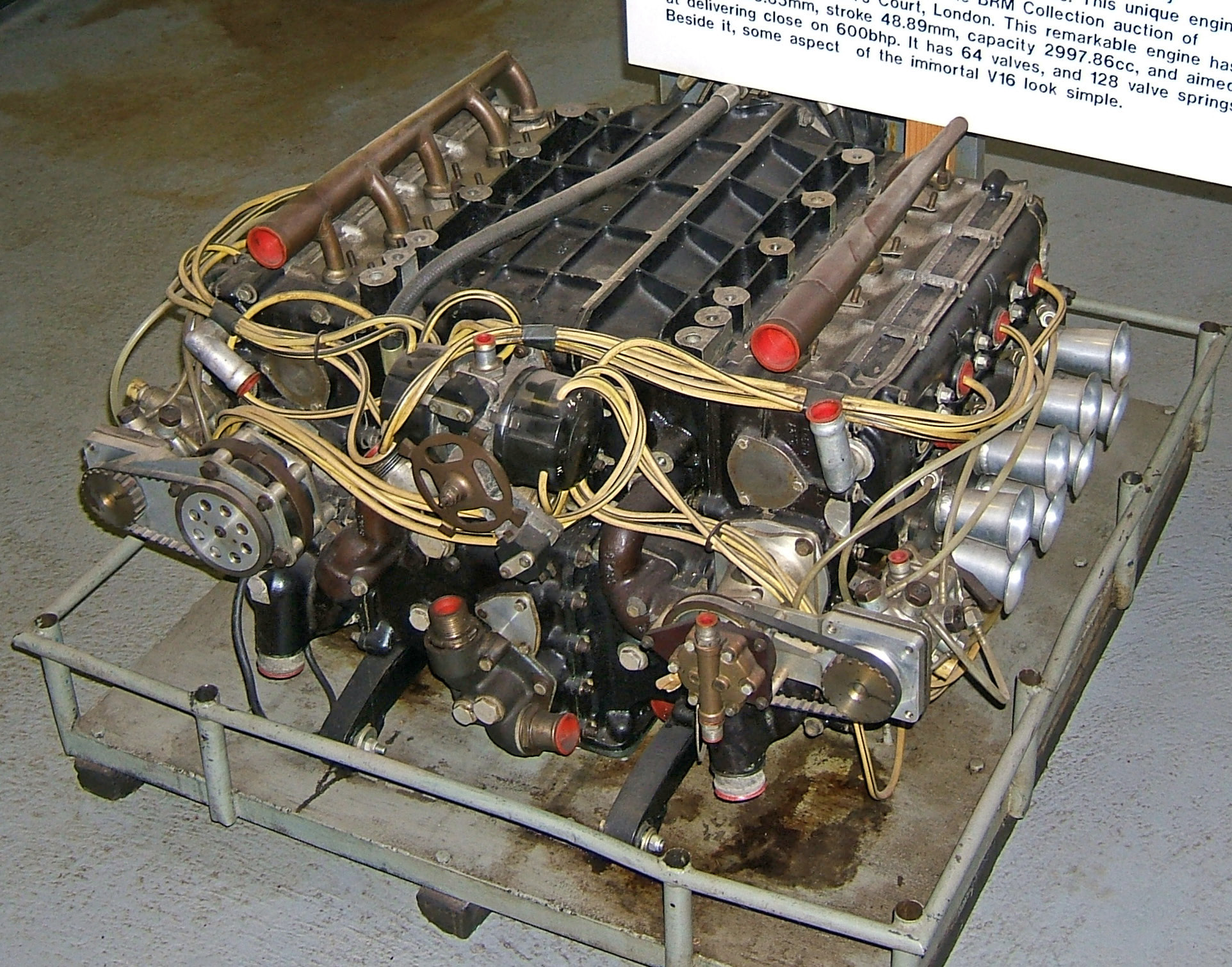
フォーミュラ1用に開発されたH型エンジン BRM・P75。

F1では1966年のレギュレーション変更で最大排気量が3リッターに拡大されたのにあわせて、イギリスのBRMがH型16気筒エンジン「P75」を開発し、自チームのほかにロータスへもエンジン供給を行った。水平対向8気筒（厳密には180°V型8気筒）を2段重ねにした構造だったが、レプコやフォード・コスワースの軽量なV8エンジンに敗れて姿を消した。
当時、BRMのドライバー、ジャッキー・スチュワートは大きくて重く、信頼性の無いH型エンジンを、「こんなエンジンは船の錨にでもした方がいい。」と酷評した。それでも、1966年のアメリカGPでロータスのジム・クラークのドライブで優勝した。これはF1史上、最も気筒数の多いエンジンが挙げた1勝となった。
このほか、1939年に少数生産されたブラフ・シューペリアのオートバイ「ゴールデンドリーム」が排気量1,000ccのH型4気筒エンジンを搭載した。

### 航空機用

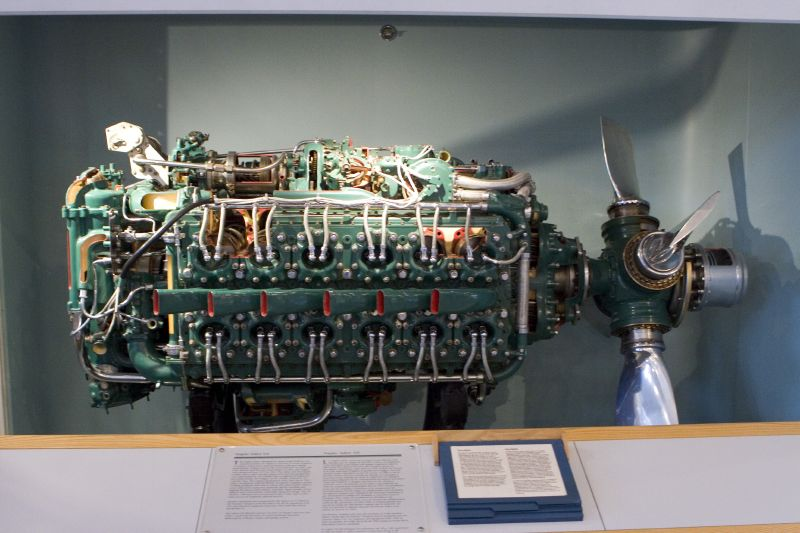
代表的な航空機用H型エンジンであるネイピア・セイバー

液冷式の航空機用レシプロエンジンの主流はV型エンジンや倒立V型エンジンだったが、出力を増加させるために気筒数を増やそうとした場合、全長が伸び過ぎて航空機の構造設計が困難になるという問題があった。そのため16気筒や24気筒といった超多気筒エンジンの中には、全長を抑えられるH型の形態を採るものがあった。
エンジンのサイズを抑えつつ気筒を増やす別の方法としてX型エンジンがある。H型エンジンはX型エンジンと比較して機関自体の出力特性は劣っていたが、信頼性が高く頑丈なエンジンを設計しやすい点では優れていた。H型エンジンは特にイギリス空軍機で多用され、バトル・オブ・ブリテンに貢献した。
- ライカミングのエンジン
  - ライカミング H-2470（英語版） - H型24気筒、40.4L、2300馬力。試作のみ。
- プラット・アンド・ホイットニーのエンジン
  - プラット・アンド・ホイットニー X-1800 - H型24気筒、42.6L、2000馬力。試作のみ。
  - プラット・アンド・ホイットニー XH-3130/3730（英語版） - H型24気筒、61.2L、2900馬力。試作のみ。
- ネイピア・アンド・サンのエンジン
  - ネイピア レイピア（英語版） - H型16気筒、8.83L、340馬力。
  - ネイピア ダガー（英語版） - H型24気筒、16.85L、890馬力。
  - ネイピア セイバー - H型24気筒、36.7L、3500馬力。
- ロールス・ロイスのエンジン
  - ロールス・ロイス イーグル（英語版） - H型24気筒、46.2L、3200馬力。
- フェアリー・アビエーションのエンジン
  - フェアリー H-16 プリンス（英語版）  - H型16気筒、34.1L、1540馬力。
  - フェアリー H-24 モナーク（英語版） - H型24気筒、51.1L、2240馬力。